# Hồng Xương Long
Hồng Xương Long (sinh 1970) là một nhạc sĩ người Việt Nam. Anh đã sáng tác nhiều ca khúc trữ tình quê hương mang âm hưởng dân ca nhiều thể loại âm nhạc khác, tình ca, hương ca, dân ca và nhạc trẻ.

## Thân thế cuộc đời
Hồng Xương Long, tên thật và cũng là bút danh, sinh ngày 9 tháng 9 năm 1970 tại tỉnh Quảng Ngãi, Việt Nam . Từ nhỏ, Anh sớm biểu lộ tình yêu âm nhạc, bố mất sớm, nên không có điều kiện theo đuổi âm nhạc.
Năm 14 tuổi, anh bắt đầu tham gia vào các ban nhạc nghiệp dư ở quê, thường phục vụ trong các đám cưới. Bất chấp gia đình không ủng hộ, anh bước vào con đường trở thành nhạc công. Anh sáng tác ca khúc đầu tiên "Chiếc lá bên đường".
Năm 19 tuổi (1989), anh vào TP.HCM để tìm cơ hội lập nghiệp và làm nhiều nghề để mưu sinh,,... tối đến anh đến lớp học nhạc lý. Năm 1991 anh trở về quê học thêm nghề hớt tóc.
Năm 1994, anh trở lại Sài Gòn làm nghề hớt tóc ban ngày, buổi tối đi học tiếng Anh đồng thời học nâng cao về nhạc lý. Anh học Guitar và Organ tại các lớp dạy đêm, học hòa âm và piano tại Nhạc viện Thành phố Hồ Chí Minh.
Năm 2000, anh bước vào con đường chuyên nghiệp với 2 ca khúc đầu tay là Sài Gòn trong tâm hồn tôi (Quang Dũng) và Từ giã mùa đông (Mỹ Tâm) được khán giả biết đến và ủng hộ. Sau đó anh viết tiếp các bài khác rất thành công như Em gái quê, Mưa chiều miền Trung và Lỡ duyên (do Cẩm Ly thể hiện), Thư cuối và Xe hoa (do Vân Quang Long thể hiện), Lỡ hẹn, Miền Trung yêu dấu (do Đan Trường thể hiện), Thương khúc Bolero, (do Lâm Trí Tú thể hiện).
Năm 2002, anh bắt đầu hợp tác với Kim Lợi Studio và HT Production. Hồng Xương Long đã cùng với nhạc sĩ Minh Vy viết chung 3 ca khúc: Chim trắng mồ côi, Trăng vỡ và Đau xót lý con cua. Đặc biệt, bài Chim trắng mồ côi (Đan Trường và Cẩm Ly song ca) đã thực sự chiếm được cảm tình lớn từ khán thính giả và có thể coi đó là một trong những sáng tác hay nhất của anh (và Minh Vy).
Được xem là gặt hái nhiều thành công với các ca khúc mang âm hưởng dân ca, tuy nhiên Hồng Xương Long anh có thể sáng tác nhiều thể loại khác nhau, trong đó có nhạc trẻ. Từ năm 2010, anh rời Sài Gòn trở về quê nhà. Hiện giờ anh không tham gia nhiều vào thị trường âm nhạc như trước, nhưng vẫn sáng tác dù rất ít.
Lưu trữ ngày 8 tháng 10 năm 2019 tại Wayback Machine
"Hương tình gái quê" là sáng tác mới nhất của anh được thể hiện rất thành công bởi nữ ca sĩ Hương Thủy trong chương trình của Thuy Nga Paris 105.

## Danh sách đĩa nhạc
1- Album " Mộng Vàng Son " Hồng Xương Long Sáng tác và trình bày.
2 - Album " Chúc Mừng Năm Mới " Hồng Xương Long Sáng tác và trình bày.
3 - Album " Anh Đi Rồi & Thu Tha hương " Hồng Xương Long Sáng tác và trình bày.
4- Album " Biển Ngàn Năm Ru Mãi " Hồng Xương Long Sáng tác và trình bày.
5 - Album " Quảng Ngãi Yêu Thương " Hồng Xương Long Sáng tác và trình bày

## Các nhạc phẩm - Tên ca sĩ thể hiện
Hồng Xương Long có trên 200 nhạc phẩm được sử dụng và phát hành rộng rãi. Các ca sĩ nổi tiếng đã từng thể hiện những nhạc phẩm của anh rất nhiều, có thể kể tới: Đan Trường,Cẩm Ly, Như Quỳnh, Quang Lê, Quang Dũng, Mỹ Tâm,Hương Thủy,Hạ Vy, Hà Phương, Dương Ngọc Thái, Vân Quang Long, Lâm Trí Tú Trong đó, có nhiều ca khúc được nhiều người yêu mến như: Em gái quê, Mưa chiều miền Trung, Miền Trung Yêu Dấu, Thư Cuối, Xe Hoa, Gọi Đò, Chim Trắng Mồ Côi, Trăng Vỡ,  Thương khúc Bolero...
Danh sách này không đầy đủ, bạn cũng có thể giúp mở rộng danh sách.
- Áo Xưa
- Ai giàu ba họ ai khó ba đời
- Ai hát lý tình quê
- Bạc bẽo tình đời
- Bài Tango cô đơn
- Bản Tango mùa thu
- Bến sầu tương tư
- Bến vong tình
- Biển mặn tình anh
- Biển trắng pha lê
- Bìm bịp kêu chiều
- Bởi tôi điên
- Buồn gọi trăng
- Buồn như trăng
- Cánh cò phía xa giảng đường
- Cánh đồng hoa mua tím
- Chiều tím Cửu Long Giang
- Chim trắng mồ côi[7]
- Chú cuội
- Chuyện ngày thơ
- Chuyện tình xóm lá
- Con hoang
- Con nhà nghèo
- Cô tiên nhỏ xuống trần
- Dì ghẻ con chồng
- Ðau xót lý con cua[7]
- Đêm phố thị
- Ðêm phương Nam nhớ bạn
- Ðêm trăng thu
- Điệu buồn lý xàng xê
- Đời không gấm hoa
- Đưa đò
- Đừng trách sáo sang sông
- Em bỏ sau lưng
- Em Mơ Trăng 16
- Em có về chốn xưa
- Em dối gian tôi làm chi
- Em gái quê
- Em quên thuở cơ hàn
- Em về làng xưa
- Ép duyên
- Giọt mồ hôi của mẹ
- Giữa dòng mưu sinh
- Gọi đò
- Hẹn mùa trăng sau
- Hoa bần rơi
- Hỡi cô lái đò
- Huế xa
- Huyền thoại nàng tiên cá
- Hương tình gái quê
- Khi đời trắng tay
- Lá thư màu nước mắt
- Lá thư mực mồng tơi
- Lời Nói Dối Của Mẹ
- Lòng của biển
- Lỡ duyên
- Lỡ duyên rồi
- Lỡ hẹn
- Lửa tình[8]
- Mắt buồn miền Trung
- Mèo khóc chuột
- Miền Trung yêu dấu
- Mưa chiều miền Trung
- Mưa đắng môi
- Mưa hoa cổ tích
- Mưa tím chân mây
- Mưa về miền Tây
- Mười hai con giáp
- Nhịp cầu ô thước
- Nỗi lòng cô dâu xa xứ
- Nhớ miền Tây
- Ơn cha nghĩa mẹ
- Phận nghèo
- Phố xưa nhỏ lệ
- Phụ tình
- Sài Gòn trong tâm hồn tôi
- Sóng xô tình đau
- Sông ơi hãy ngân lên lòng tôi
- Thu có về nơi ấy
- Thư cuối
- Tiếng chim quyên
- Tiếng cuốc gọi đêm
- Tiếng dế cô đơn
- Tiếng đàn bên sông
- Tiếng hát mẹ tôi
- Tìm em trọn kiếp
- Tình đen bạc
- Tội đời
- Tội tình cho nhau
- Trả nợ người ta
- Trái tim vô tội
- Trăng miền Trung
- Trăng thề
- Trăng vỡ[7]
- Truyền thuyết hoa hồng
- Từ giã mùa đông
- Vẫn mong chờ anh đến
- Về thăm quê ngoại
- Về Chi Cho Lòng Đau ( Về chi Đau Lòng)
- Võ lâm truyền kỳ
- Vỡ mộng
- Vớt mảnh trăng đau
- Xe hoa
- Sông Nước Quê Tôi
- Cánh Chim Côi
- Tuổi Mộng
- Miền Đất Hứa
- Bởi Vì Tiền
- Hoa khôi Trường Cũ
- Người Tình tha Hương
- Miền Tuyết Lạnh
- Khúc Nhạc Lòng Cô Ba
- Tóc Trắng Mẹ Bay
- Hoa Tím Lục Bình
- Ngày Đầu Xuân
- Gió Chiều Miền Tây
- Biển Lúa Tình Tôi
- Nguyện Cầu Chí Tôn
- Xin Được Là Mây (Thơ: Sơn Cư)
- Tình Mẫu Tử
- Mộng Vàng Son
- Mưa yêu Thương
- Trăng Ngọc
- Mẹ Thương
- Khúc Thương Ca (Thơ Mai Ngọc Thu)
- Ba Thương
- Hưng Yên Quê Tôi (Thơ: Minh Hạnh)
- Trai Miền Trung & gái Miền Tây
- Ta Đi Tìm (Thơ: Minh Hạnh)
- Thương Ca Nhớ Ngoại
- Mối Tình Tokyo
- Tình Buồn Bolero
- Chúc Mừng Năm Mới (Thơ Minh Hạnh)
- Chén Rượu Đêm Xuân (Thơ Minh Hạnh)
- Mùa Xuân PV Gas (Thơ Minh Hạnh)
- Xuân Này Vắng Mẹ (Thơ Nguyễn Thị Mỹ Hạnh)
- Anh Đi Rồi (Thơ Lê Nam Thắng)
- Thu Tha Hương
- Ngày Xưa Ơi ! (Thơ Minh Hạnh)
- Tình Hóa Hư Không (Thơ Minh Hạnh)
- Biển Vắng Em Rồi
- Biển Ngàn Năm Ru Mãi (Thơ Minh Hạnh)
- Tôi Chọn Biển Tôm Cá
- Em Hãy Tin Một Ngày Mai Xán Lạn (Thơ Trần Đại Quang)
- Miền Thùy Dương Dấu Yêu
- Quảng Ngãi Yêu Thương
- Bản Tình Ca Của Chàng Nhạc Sĩ
- Anh Ra Đi Mùa Nắng
- Quảng Ngãi Chiều Sông Quê  (thơ Nguyễn Đăng Vũ)
- Ngôi Sao Đơn Côi Của Mẹ
- Người Ở Lại Mưa Trắng Pha Lê
- Thương Khúc Bolero
- Tình Ca Buôn Ma Thuột
- Miền Trung Quê Hương Ta
- Gánh Chè Đêm Của Mẹ
- Mối Tình Sa Đéc
- Đà Lạt Thành Phố Tình Yêu
- Thủ Thiêm Bản Hùng Ca Bất Tử
- Việt Nam Tổ Quốc Thiêng Liêng
- Còn Mẹ - Nhạc:Hồng Xương Long & Thơ: Phạm Thuấn
- Để Nhớ Ngày Xưa. Nhạc Hồng Xương Long & Thơ Thanh Lương
- Ngồi Hong Cuộc Tình. Nhạc: Hồng Xương Long & Thơ: Phan Bá Trình

- Việt Nam Không Ai Bị Bỏ Lại Phía Sau
- Ước Mơ Của Tôi
- Giọng Ca Vàng Bolero
- Phà Tình Lênh Đênh
- Anh Đi Hoa Cỏ Bơ Vơ ( 24/12/2020
- Bài Thơ Tình Cuối - phổ nhạc Hồng Xương Long & Thơ Lưu Vĩnh Hạ ( 18/01/2021.
- Xương Rồng Lại Nở Mùa Hoa ( Thơ Lưu Vĩnh Hạ)22/01/2021
- Hưng Giáo Quê Tôi ( Thơ Bùi Anh Dũng) Phổ nhạc Hồng Xương Long. 06/02/2021.
- Miền Trung Ngàn Năm Biển Đợi - 11/04/2021
- Anh Muốn Về Quê Em Hà Tĩnh - Nhạc : Hồng Xương Long & Thơ : Nguyễn Thị Hằng 06/06/2021
- Thương Người Việt Nam Tôi- 30/10/2021
- Nhung Ca - 30/10/2021
- Bơ Vơ Chiều Biển Lạ . Thơ: Nguyễn Hằng - Nhạc: Hồng Xương Long - 04/2022
- Em Là Báu Vật Đời Anh 12/03/2023
- Giữa Dòng Đời Bơ Vơ 12/03/2023
- Đà Lạt Mùa Giả Hạc Bay 09/02/2024

## Sự kiện liên quan
Năm 2008, nhạc sĩ Hồng Xương Long gửi đơn đến Đại sứ quán Mỹ tại Việt Nam tìm lại công bằng cho các bài hát bị các công ty sản xuất băng đĩa hải ngoại như Thúy Nga Paris, Tình Production... sử dụng không xin phép tác giả như ca khúc Chim trắng mồ côi, Trăng vỡ và Đau xót lý con cua.